# Triora
Triora (Triöa in ligure) è un comune italiano di 408 abitanti della provincia di Imperia in Liguria.

## Geografia fisica

### Territorio

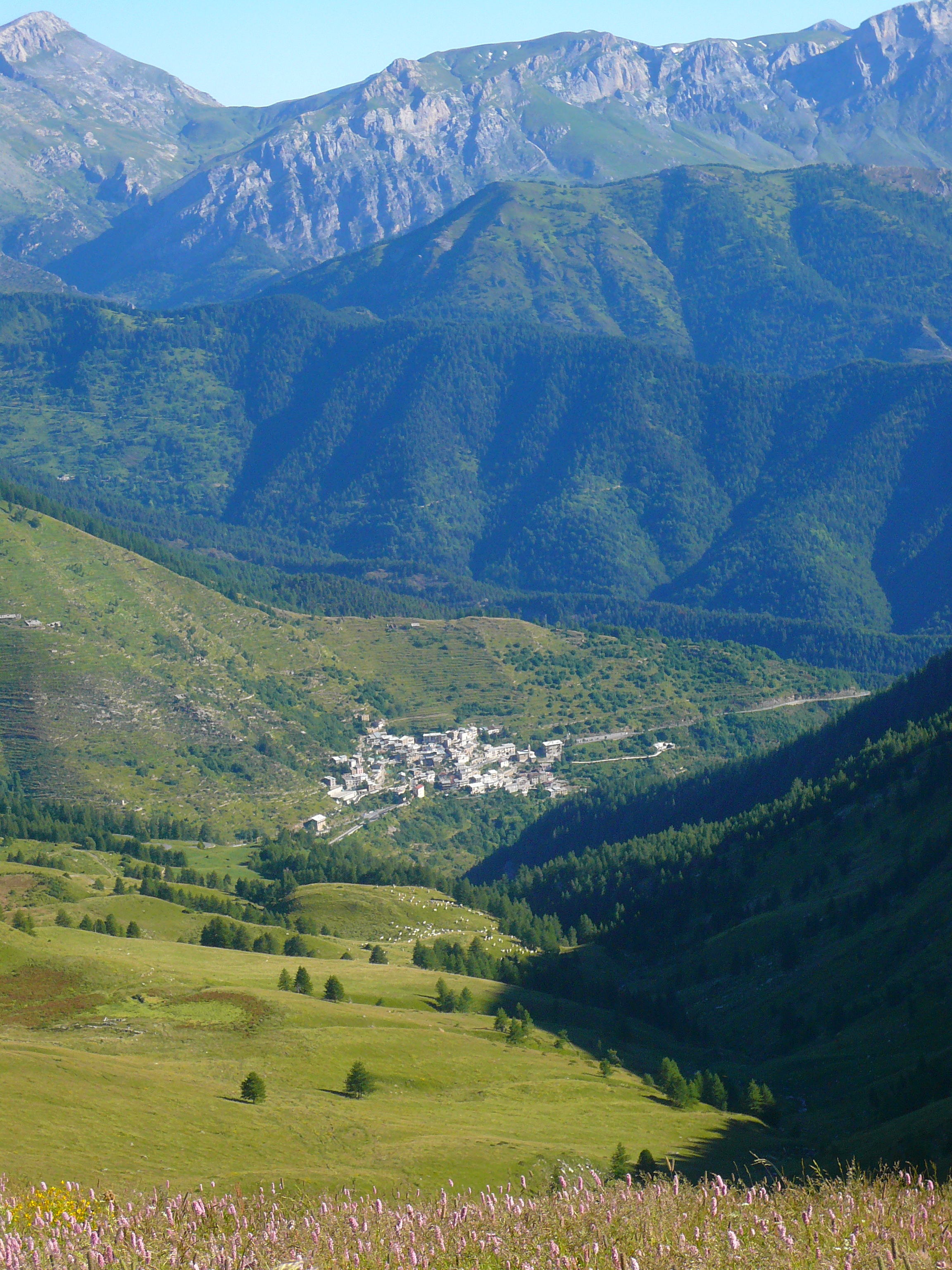
Panorama della frazione di Monesi di Triora

Il territorio comunale di Triora - il più esteso della provincia imperiese - è situato quasi interamente nella valle Argentina e in minima parte nella vallata del torrente Tanarello (ramo sorgentifero del fiume del Tanaro), nel cui bacino sorge la frazione di Monesi di Triora. Il centro principale (Triora) sorge a 780 m s.l.m. sulle estreme pendici meridionali di un costone montuoso che digrada dal massiccio del Saccarello (2201 m), verso la stretta conca di fondovalle percorsa dal torrente Argentina. 
Tra le vette del territorio triorese il monte Fronté (2151 m), la Cima Garlenda (2141 m), la Punta di Santa Maria (2138 m), il monte Cimonasso (2085 m), il monte Grai (2013 m), la Cima dell'Ortica (1840 m), la Rocca Rossa (1804 m), il monte Collardente (1777 m), il Carmo Ciaberta (1768 m), il monte Gerbonte (1768 m), la Rocca Barbone (1627 m), il Carmo Gerbontina (1582 m), il monte Giaire (1525 m), la Cima Ubago di Medan (1500 m), la Rocca Penna (1471 m), il monte Croce dei Campi (1425 m), la Rocca Goina (1425 m), la Testa delle Collette (1422 m), il Carmo delle Strade (1402 m), la Cima Bareghi (1390 m), il Colle Belenda (1382 m), il monte Grimperto (1369 m), il monte Croce Castagna (1343 m), il Carmo Binelli (1329 m), il monte Croce di Cetta (1311 m), la Rocca Mea (1307 m), la Rocca Castellaccio (1275 m), il monte Gorda (1268 m), il Bric dei Corvi (1260 m), il Carmo Langan (1204 m), la Cima del Corvo (1185 m), il monte Trono (1182 m).
Nel comune è compreso quasi interamente il lago di Tenarda, che è artificiale.

### Clima
Grazie all'altitudine e alla relativa distanza dalla costa, Triora ha un clima prevalentemente montano, con escursioni diurne accentuate. Il freddo invernale, comunque, non è mai eccessivo, soprattutto perché il borgo, esposto a mezzogiorno e in pendio, risente del buon soleggiamento diurno e non subisce l'effetto dell'inversione termica di fondovalle; l'alta bastionata montuosa che chiude a nord l'alta valle Argentina, con altitudini uniformemente superiori ai 2000 m, la ripara poi dai venti settentrionali provenienti dalla val Padana, che portano pioggia e nevicate nelle zone vicine dell'alta val Tanaro.

## Storia

### Percorso storico

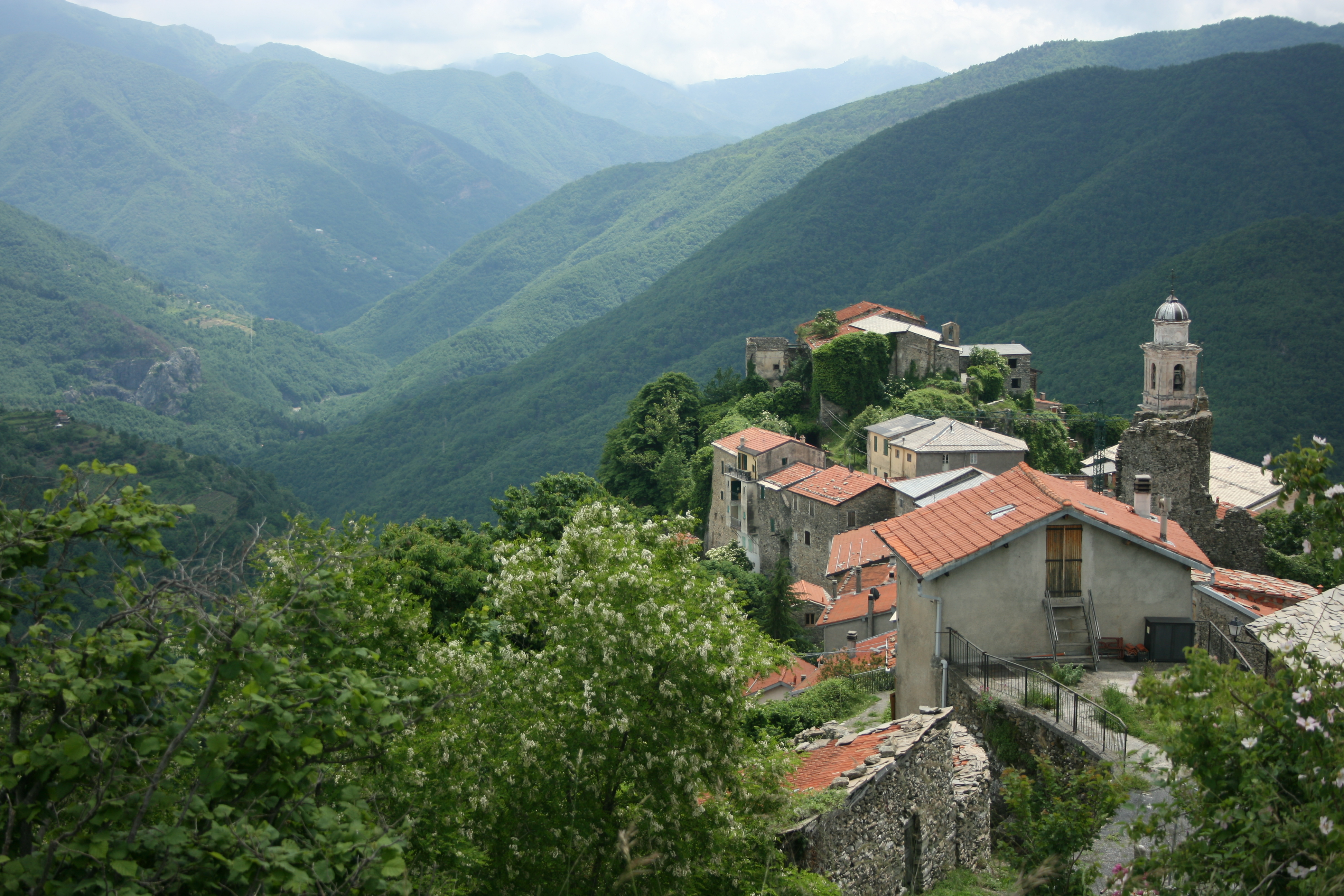
Scorcio del borgo triorese

Secondo alcuni storici locali, il borgo ebbe probabilmente origine nell'epoca romana, dalla tribù dei Liguri Montani, che si sottomisero all'Impero romano dopo lunghe lotte. Nel VII secolo ci fu la fondazione dell'abbazia di Nostra Signora del Canneto di Taggia.
Tutta la zona fu oggetto di scorrerie saracene che tra il IX e X secolo spopolarono le coste e le valli, arrivando a razziare anche l'abbazia di Taggia e la valle Argentina. Essa venne nuovamente ricostruita dai monaci benedettini dell'abbazia di Santo Stefano di Genova, di proprietà bobbiese, che sul finire del X secolo s'insediarono nell'imperiese nella valle Argentina, a Taggia e Villaregia (odierno Santo Stefano al Mare). Come altri paesi vicini il villaggio di Triora venne sottoposto alla Marca Aleramica e successivamente a quella facente capo ad Arduino d'Ivrea.
Intorno al XII secolo divenne possedimento del conte di Badalucco (politicamente dipendente dai conti di Ventimiglia) ed iniziò a stringere alleanze con i paesi e borghi attigui, specialmente con quelli maggiormente vicini alla politica espansionistica della Repubblica di Genova e ad acquistare nuove terre tra cui metà castrum di Casteldho (l'odierna Castel Vittorio). La vicinanza politica con Genova fece sì che in un atto del 4 marzo 1261, rogato poi l'8 novembre del 1267, si sancisse il passaggio di Triora come nuovo feudo della repubblica genovese. Il passaggio di proprietà giovò molto al paese ed al borgo - soprattutto per le numerose concessioni offerte dal capoluogo genovese, tra cui la libera pena capitale - tanto da diventarne comune capofila della nuova podesteria comprendente i borghi di Molini di Triora, Montalto Ligure, Badalucco, Castelfranco, Ceriana e Bajardo.

Il Dipartimento delle Alpi Marittime nel 1805, con Triora nel suo cantone.

La creazione di nuove cinte murarie e l'erezione di cinque fortezze difensive creò una sorta di nucleo fortificato, quasi inespugnabile, che mise a dura prova le truppe dell'imperatore Carlo IV nella tentata conquista del borgo. Persino la repubblica ebbe notevoli problemi nella sua gestione, leggermente inasprita per le continue tasse imposte agli abitanti, tanto da far imprigionare il capo delle milizie e distruggere parte della fortezza. Nonostante i dissapori creatisi, la popolazione rispose positivamente alle chiamate di guerra, specie nella vittoriosa battaglia della Meloria del 1284, dove Triora e la sua podesteria inviarono nella battaglia marinara contro Pisa duecentocinquanta balestrieri a sostegno di Genova. 
Nel 1625 l'esercito piemontese del Ducato di Savoia cercò invano la conquista del borgo, che strenuamente difese le proprie terre, a differenza di altri paesi vicini che - dati alle fiamme - si arresero ai Sabaudi. Ulteriori scontri si ebbero nel 1671 con la comunità di Briga (ora in territorio francese) per motivi legati al territorio da pascolo. In seguito alla caduta della Repubblica di Genova nel 1797 e all'istituzione della Repubblica Ligure di Napoleone Bonaparte, Triora divenne capoluogo cantonale della Giurisdizione degli Ulivi e dal 1805 parte integrante del Dipartimento delle Alpi Marittime francese.
Nel maggio 1814 il sindaco di Triora, Luca Maria Capponi, si recò a Genova per felicitarsi della restaurazione della Repubblica di Genova, che però fu vanificata da quanto stabilito dal congresso di Vienna che impose il passaggio della Superba e dei suoi territori al Regno di Sardegna, e il definitivo passaggio nel neo-costituito Regno d'Italia.. Nel corso del XX secolo la storia di Triora subì, secondo alcuni per le continue liti tra amministratori, notevoli contrasti governativi specie riguardo al territorio comunale, anche in seguito alla costituzione del comune di Molini di Triora nel 1903. La seconda guerra mondiale contribuì drasticamente alla decadenza del comune, dove la furia nazista si accanì furiosamente il 2 e 3 luglio del 1944. Il borgo venne dato alle fiamme, causandone il repentino spopolamento. Finita la guerra si ridisegnarono i confini comunali nel 1947 e si stabilì il passaggio al Comune di Triora di Realdo, già appartenente a Briga Marittima, che scatenò vivaci contese comunali. Dal 1973 al 30 aprile 2011 ha fatto parte della Comunità montana Argentina Armea.

### Processi per stregoneria

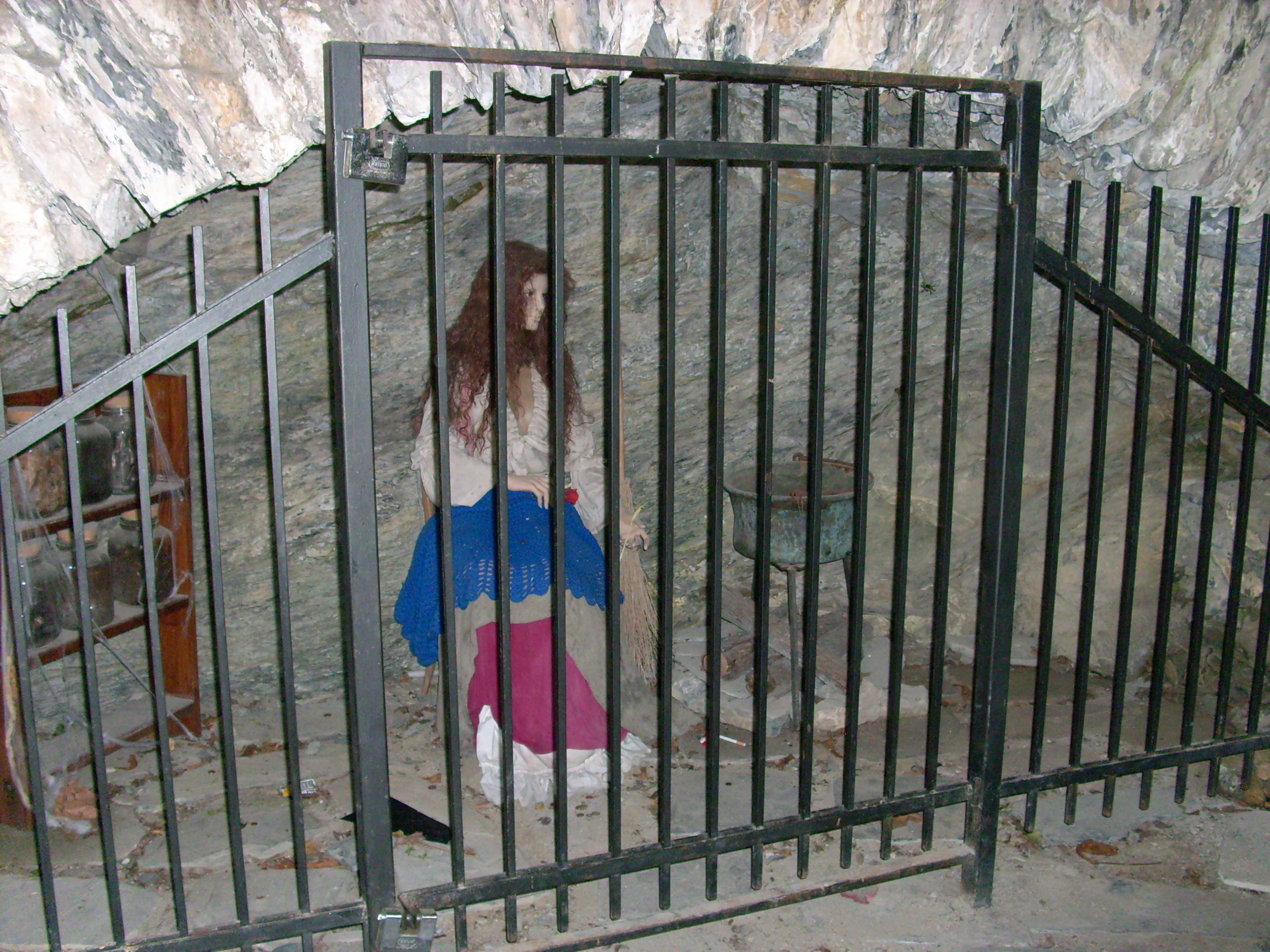
La "cabotina", la grotta delle streghe.

Dopo un periodo di pace dal XV al XVI secolo, dove si costruirono chiese e altre opere d'arte, la storia locale di Triora testimonia dei famosi processi di stregoneria compiuti dal 1587 al 1589. Alcune donne locali vennero accusate di essere causa della carestia che si stava verificando sul territorio comunale.
I documenti dei processi ed i verbali di interrogatorio sono attualmente conservati presso l'Archivio di Stato di Genova. Furono tacciate di stregoneria trentacinque donne; diciannove di esse, oltre un uomo, furono incarcerate a Genova. Cinque perirono dietro quelle sbarre, mentre nove non sopravvissero ai tormenti a Triora e a Badalucco. Fortunatamente intervenne il Sant'Uffizio e le streghe furono condannate a penitenze salutari (tre) e ad abiurare pubblicamente a Triora (sette); coloro che, ammonite a dire la verità, non avessero confermato le loro prime confessioni, sarebbero state rilasciate (otto). Per un'imputata si richiese che l'Inquisizione genovese istruisse il processo e lo inviasse a Genova. L'unico uomo inquisito, il ragazzo Biagio Verrando, fu condannato ad abiurare a Triora. 
Ancora oggi il paese è noto per i suoi processi alle streghe (o presunte tali) che scatenarono successivamente uguali reazioni anche in altri borghi liguri e italiani. In memoria di questi avvenimenti è stata istituita una vera e propria festa dedicata alla stregoneria chiamata Strigora che si svolge la prima domenica dopo Ferragosto tra le vie dell'antico borgo.

### Divisione del comune di Briga
a seguito del trattato di pace di Parigi del 1947, il comune di tenda venne diviso rispettivamente in tre enti comunali diversi: la porzione maggiore venne assegnata alla Francia (oggi Briga Marittima), una porzione rimase in Piemonte (Briga Alta) e l’ultima porzione fu assegnata alla Liguria, al comune di Triora (IM) 

### Simboli
Stemma
Gonfalone
Lo stemma e il gonfalone sono stati concessi con decreto del presidente della Repubblica del 10 maggio 1972.
La prima immagine conosciuta dell’attuale stemma risale al 1750; successivamente appare in un opuscolo pubblicato nel 1881 dal sottoprefetto Domenico Monterumici dove si legge che Triora era uno dei sette Comuni appartenenti al Circondario di Sanremo dotati di stemma e recava «un cane cerbero, scelto per le tre teste e le tre bocche, forse in relazione con i tre fiumi: Tanaro, Nervia, Argentina, che appunto hanno le sorgenti sul territorio di quel Comune». La spiegazione più probabile è che la figura alluda al nome della località tramite l'accostamento dei termini latini tria ("tre") e ora ("bocche" o "visi").

## Monumenti e luoghi d'interesse

La collegiata dell'Assunta di Triora

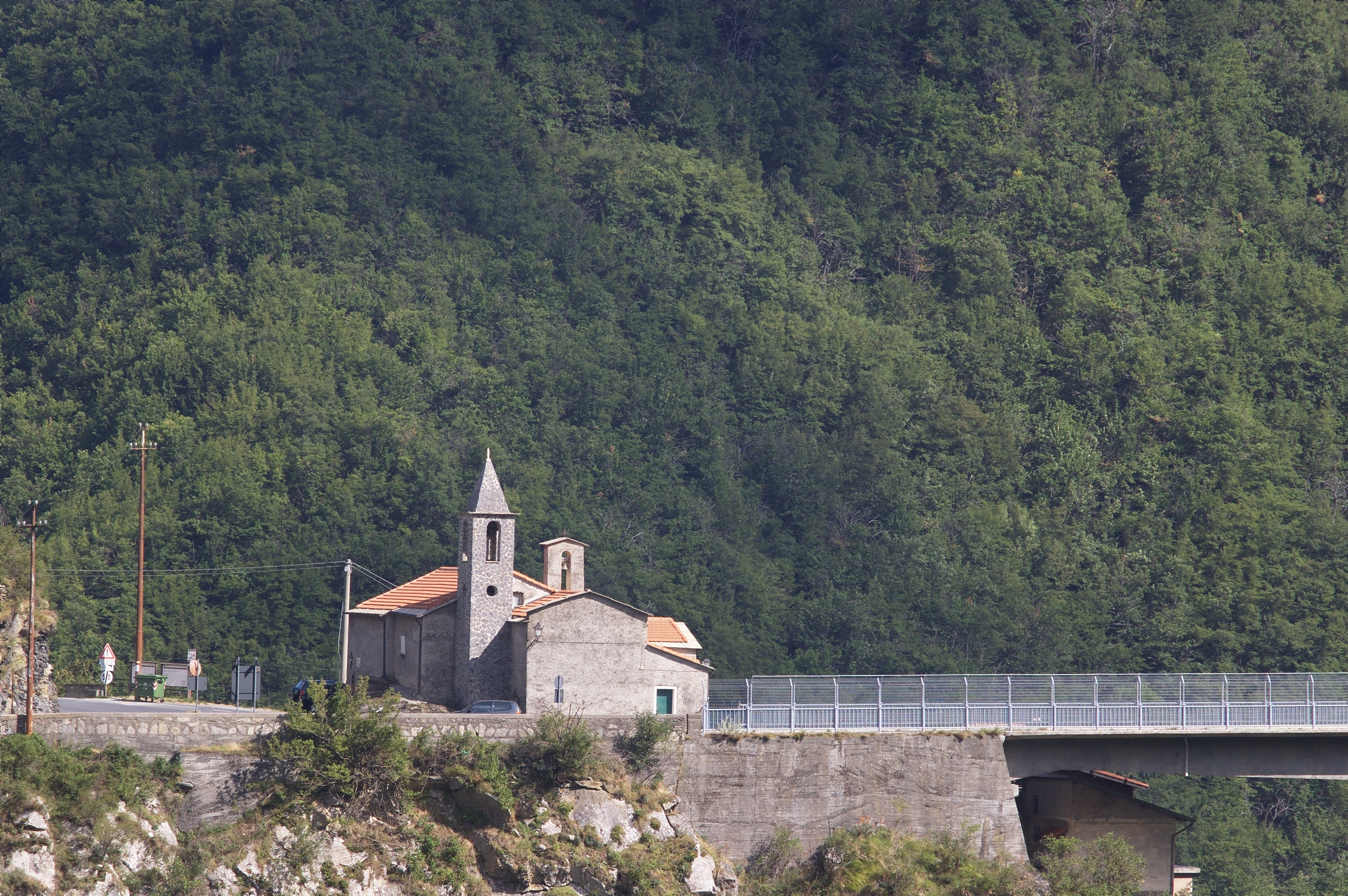
Il santuario della Madonna di Loreto presso l'omonima frazione

### Architetture religiose
- Chiesa parrocchiale-collegiata di Nostra Signora Assunta nel centro storico di Triora. Di origine antica, tra il 1770 e il 1775 l'impianto interno originario venne sostituito con un'unica navata; nel 1837 la facciata fu convertita nello stile neoclassico. Conserva un dipinto del pittore Taddeo di Bartolo, il più antico quadro, datato e firmato, della provincia di Imperia.
- Chiesa di San Dalmazzo, già menzionato nel 1261, ad est del centro storico triorese.
- Chiesa di Sant'Agostino, edificata grazie ad un lascito del dott. Agostino Oddo nel 1614.
- Oratorio nuovo di San Giovanni Battista, risalente al 1677, nei pressi della collegiata. All'interno sono presenti, oltre l'ancona del 1682, una statua lignea del 1725 ritraente san Giovanni Battista, attribuita ad Anton Maria Maragliano. Altri quadri sono opera dei trioresi Battista e Lorenzo Gastaldi e di Luca Cambiaso. Notevole e preziosa anche la tavola del XV-XVI secolo ritraente San Nicola da Tolentino.
- Ex convento e chiesa di San Francesco al di fuori del centro abitato triorese. La posa della prima pietra avvenne, per la chiesa, nel corso del 1594; l'attiguo complesso conventuale, invece, fu edificato nel 1608. Trasformato in caserma, nel corso del XIX secolo, all'inizio degli anni sessanta venne realizzato l'albergo-ristorante Colomba d'Oro, oggi chiuso.
- Chiesa di San Bernardino, risalente al XV secolo, al di fuori del centro abitato triorese, ricca di un ciclo di affreschi, in parte realizzati dal Canavesio.
- Chiesa di Santa Caterina d'Alessandria, eretta nel XIV secolo e riedificata nel 1390 al di fuori del centro abitato di Triora. Attualmente si presenta in stato di rovina.
- Chiesa della Madonna delle Grazie, risalente al XVII secolo, al di fuori del centro abitato. Al suo interno conserva una pala di Battista Gastaldi, datata al 1621, raffigurante Cristo risorto e santi, commissionata dal locale Fabrizio Velli.
- Chiesa parrocchiale della Natività di Maria Vergine nella frazione di Creppo. L'attuale edificio venne edificato nei primi anni del XVIII secolo; presenta decorazioni interne barocche.
- Oratorio di Bregalla, appartenente alla parrocchia di Creppo.
- Santuario della Madonna di Loreto nella frazione di Loreto. Venne edificato nella prima metà del XVI secolo per volere della famiglia Gastaldi di Triora. L'interno, a tre navate, ha un altare in stile barocco nel quale si conserva la pala del pittore Battista Gastaldi. Nel dialetto triorese è denominato dagli abitanti come "Madonna del Ciappazzu" dalla roccia in ardesia (la "ciappa") su cui è stata fondata.
- Chiesa parrocchiale di Nostra Signora del Rosario nella frazione di Realdo, edificata nel corso del XVIII secolo.
- Chiesa di Sant'Antonio, nelle vicinanze di Realdo.
- Chiesa parrocchiale di Nostra Signora del Carmelo nella frazione di Verdeggia, edificata nel 1641.

### Architetture militari
- Castello di Triora, Castrum vetus Trioriae, edificato tra il XII e il XIII secolo.
- Fortino, oggi adibito a camposanto.

### Architetture civili

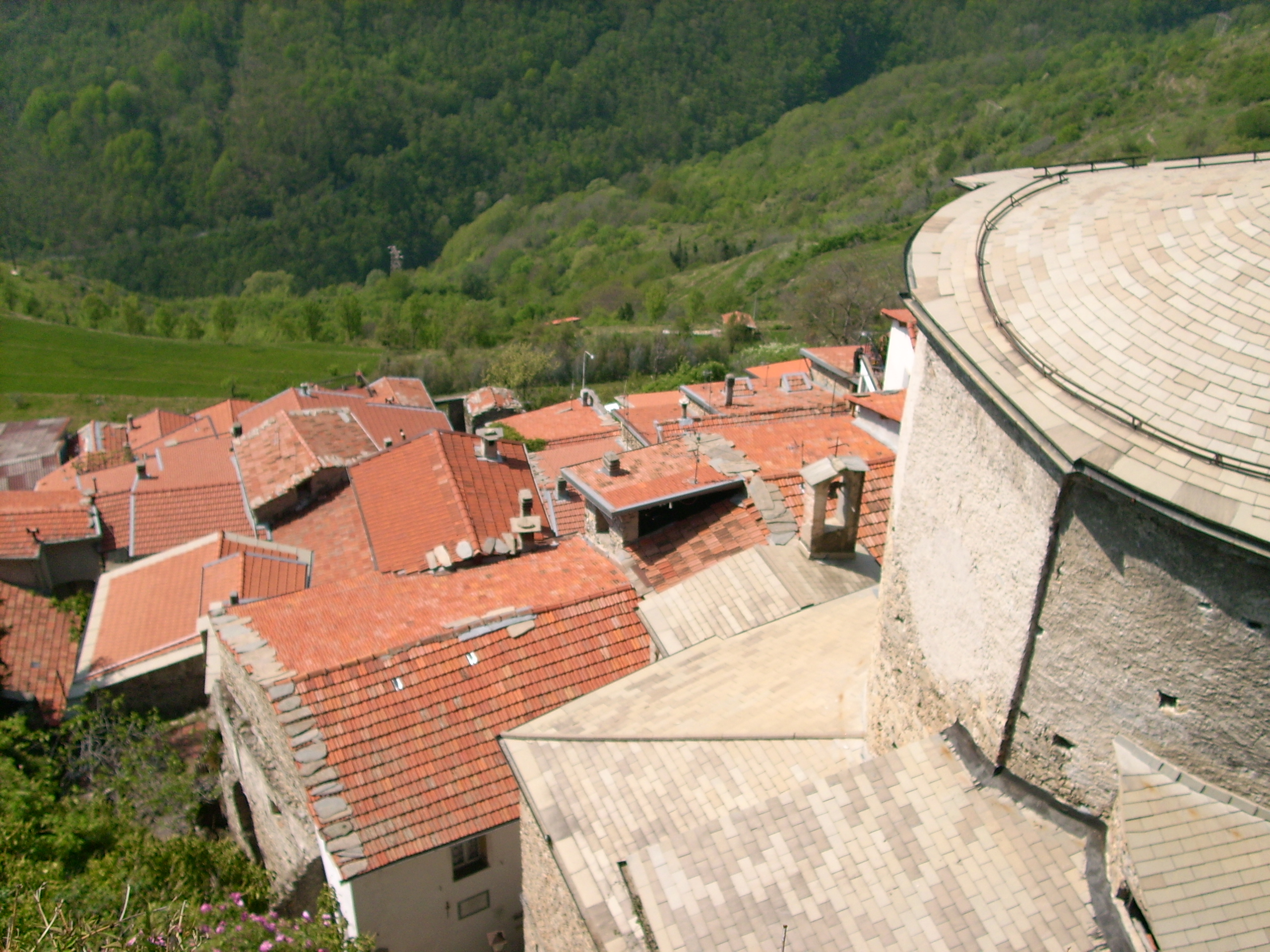
Particolare del centro storico triorese

- Museo etnografico e della stregoneria. Particolare del centro storico trioresePalazzo Stella nel centro storico di Triora. L'edificio venne edificato nel XIV secolo dalla famiglia locale Stella. Tra gli ospiti che pernottarono e dimorarono nel palazzo vi fu l'arcivescovo di Genova monsignor Tommaso Reggio che, nel 1901, proprio in una stanza al primo piano fu colto dalla morte dopo una grave malattia. Danneggiato nella seconda guerra mondiale, nel 1953 tre quarti del palazzo Stella furono acquistati dall'Istituto delle Suore di Santa Marta. La proprietà passò poi ad un'agenzia immobiliare e, infine, al Comune di Triora che adibì alcune sale a sede del museo etnostorico della stregoneria.
- Ponte di Loreto (1959). Un altissimo ponte (120 m) a campata unica (119 m) in cemento armato unisce, in regione Loreto, l'abitato di Triora con la frazione Cetta, posta sul lato opposto della profonda gola del torrente Argentina. Fu costruito per sperimentare nuove tecniche costruttive, in quanto la poco popolata regione così raggiunta non ne giustificava certo l'alto costo di realizzazione. Negli anni passati è stato sede di lanci di bungee jumping. Dopo vari suicidi compiuti proprio dall'alto del ponte, i suoi parapetti sono stati recentemente resi più alti e sicuri con l'aggiunta di una griglia.

## Società

### Evoluzione demografica

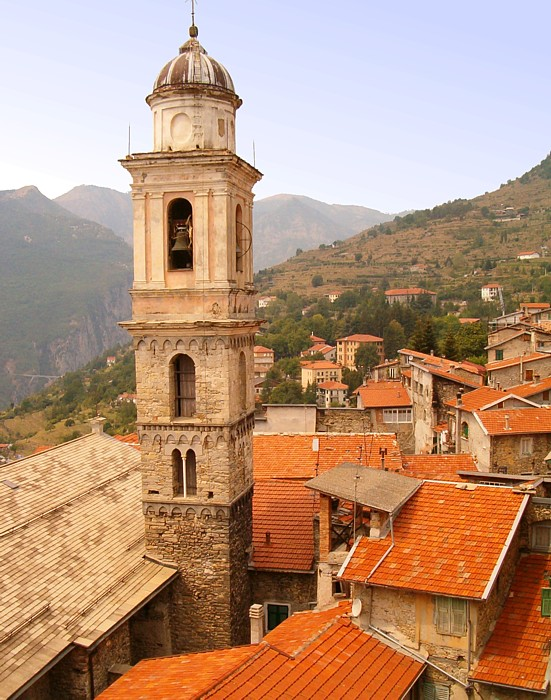
Il campanile della collegiata triorese

Abitanti censiti

### Etnie e minoranze straniere
Secondo i dati Istat al 31 dicembre 2019, i cittadini stranieri residenti a Triora sono 60.

### Lingue e dialetti

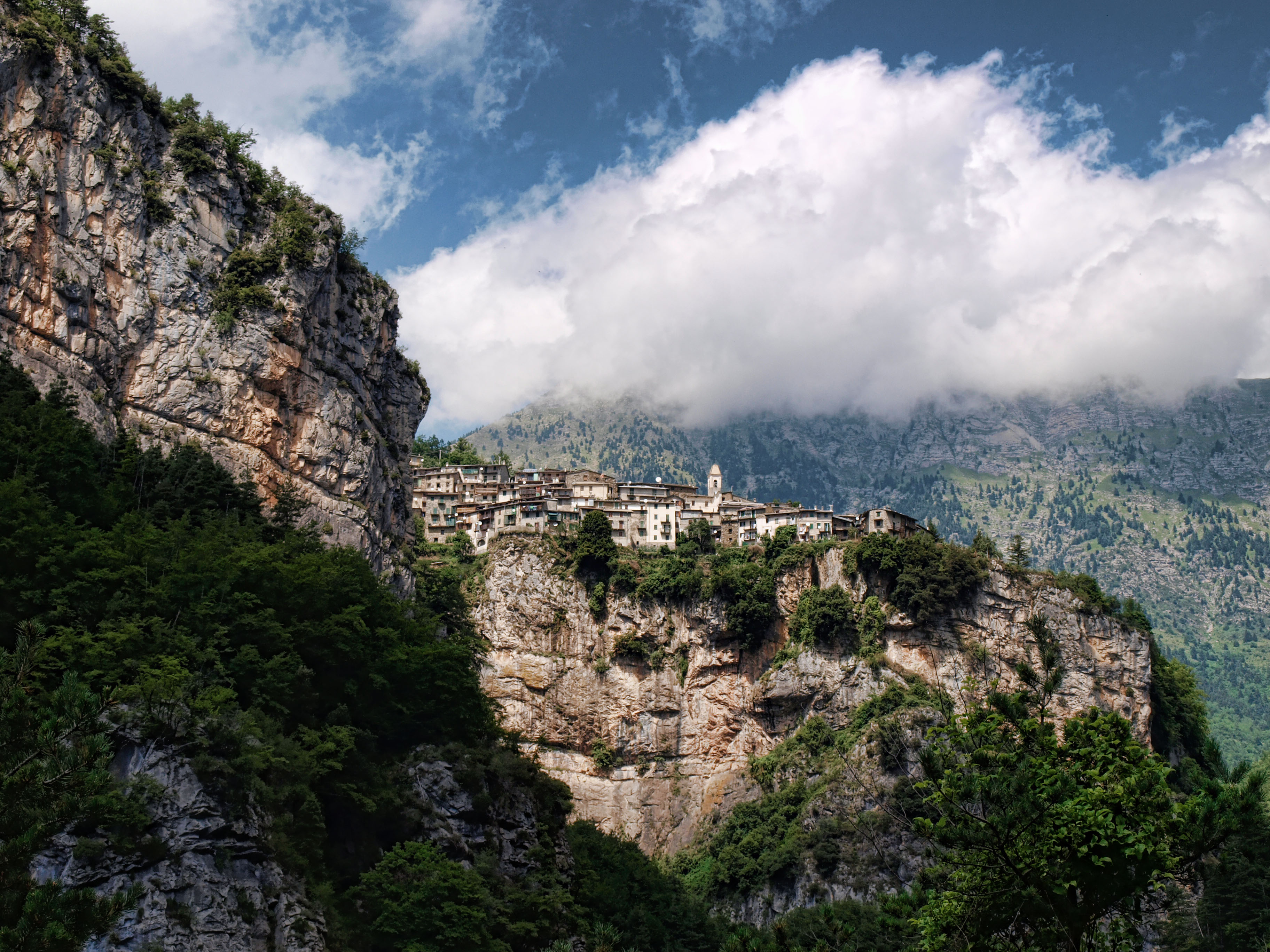
La frazione di Realdo

In due frazioni del comune, ossia Realdo e Verdeggia, si parla il dialetto brigasco della lingua ligure in virtù della secolare appartenenza alla Terra brigasca (Tera brigašca in brigasco, Pays brigasque in francese).

## Cultura

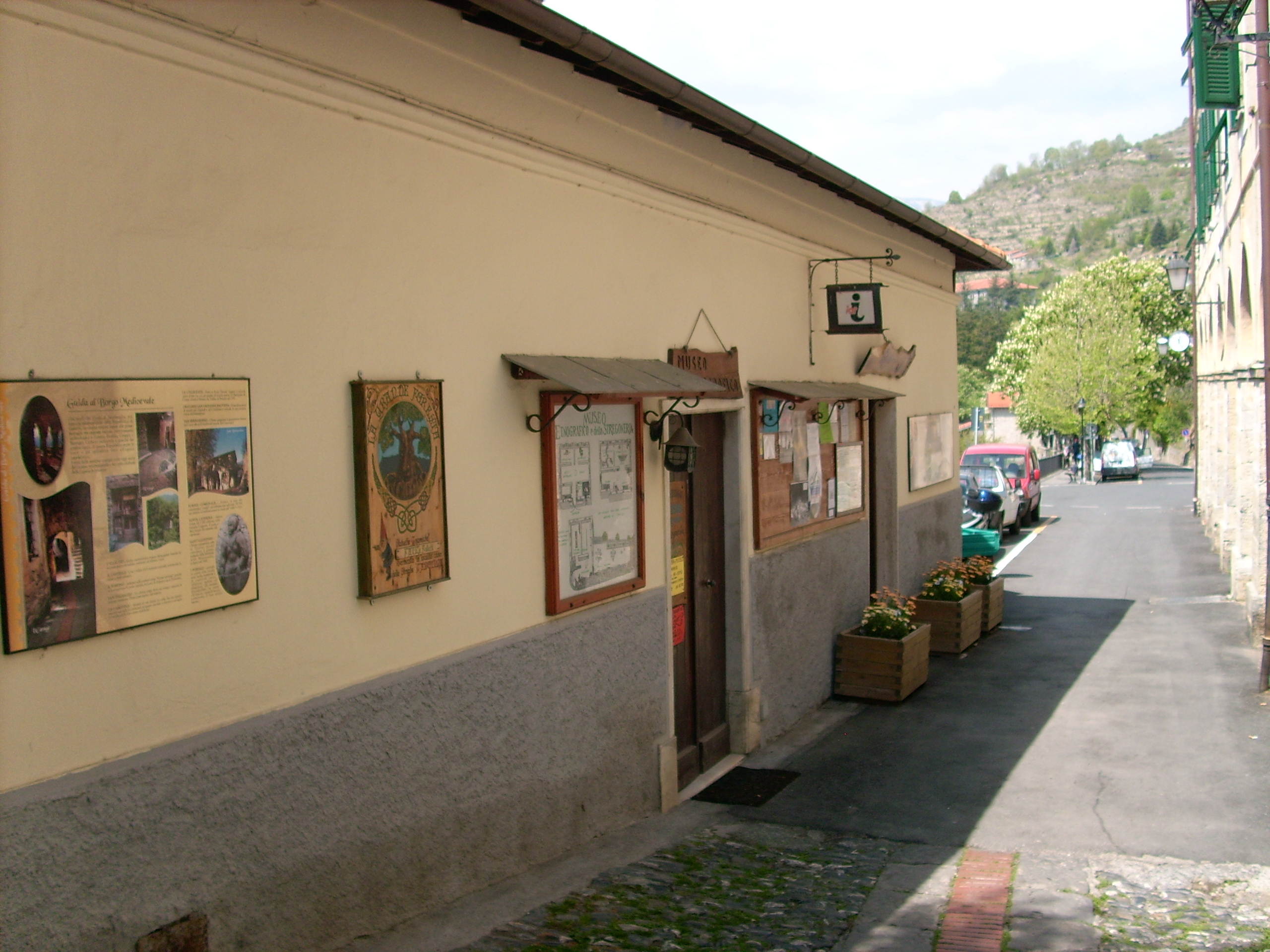
Il museo etnografico e della stregoneria

Nel 2021 il romanzo Triora, thriller dello scrittore ligure Alessandro Venuto, ambientato nella cittadina omonima, ha vinto il VI concorso nazionale BookTribù ed è stato premiato a Bologna in sala Biagi.

### Istruzione

#### Musei
- Museo regionale etnografico e della stregoneria. I primi documenti e attrezzi legati alla pastorizia, alla lavorazione del latte e agli antichi mestieri in generale furono raccolti a partire dagli anni sessanta del Novecento, poi riuniti negli attuali spazi museali sul finire degli anni ottanta con la nascita del museo. Nelle sale, oltre all'illustrazione della vita contadina di Triora, è presente inoltre una sezione dedicata alla stregoneria e alla ricostruzione degli strumenti di tortura impiegati nei processi alle presunte streghe che interessarono il territorio triorese tra il 1587 e il 1589.

### Cucina

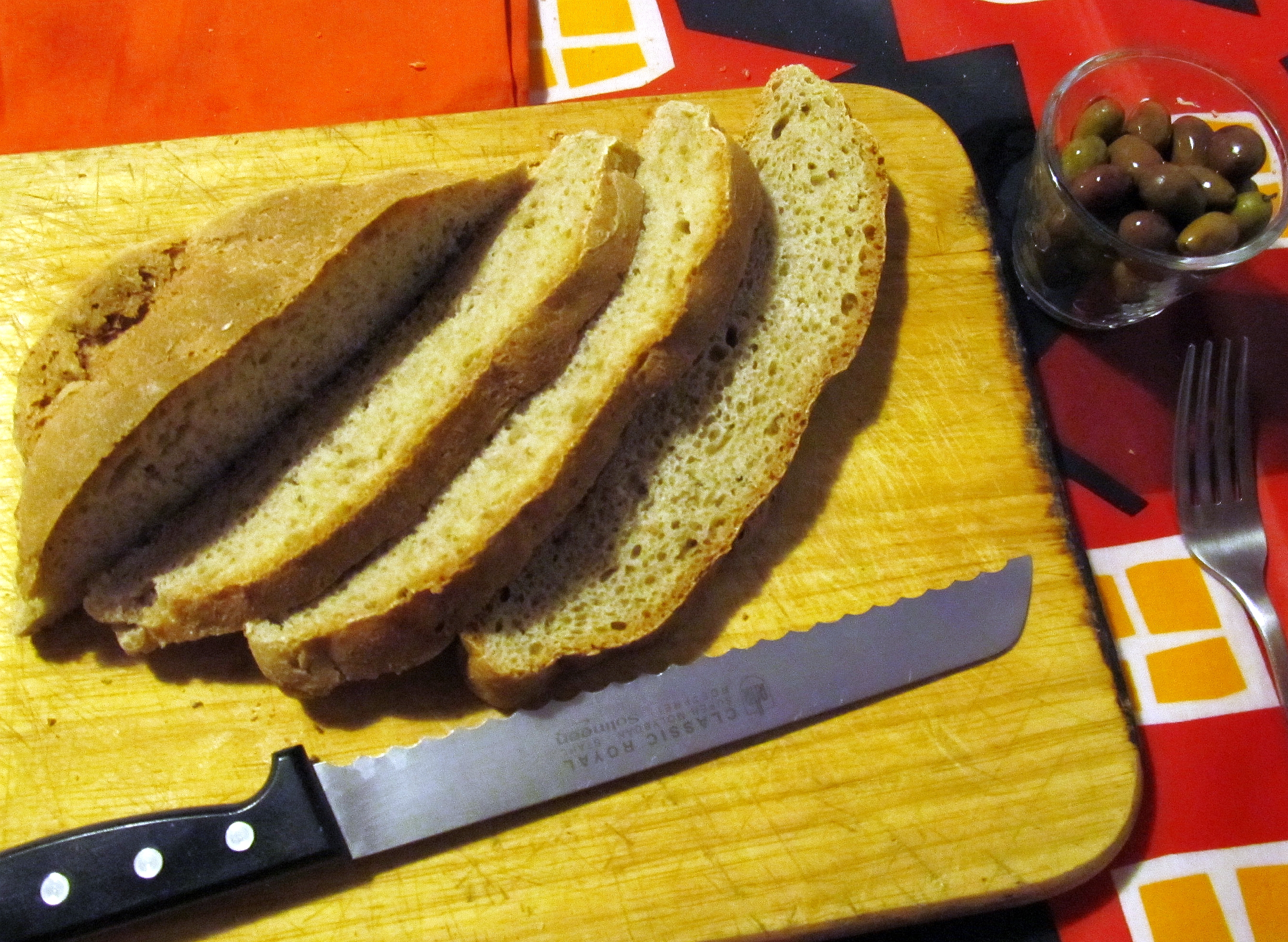
Il pane di Triora

- Pane di Triora si tratta del tradizionale pane locale, cotto in forme basse e larghe del peso di circa 850 grammi.
- Patate int'a föglia, cotte sulla brace nella teglia, poi posta sul treppiede, ricoperta con il testo.
- Pasta, così è chiamata la torta verde, qui composta da diverse verdure, patate, formaggio e talvolta con riso.
- Bruss, un tradizionale derivato del latte simile ad un formaggio cremoso e spalmabile dal gusto molto forte. È ottimo per condire i sügeli.
- Crescenza, nome dato in questa zona alla sardenara, alla quale è simile.[16]
- Alpeggio di Triora.

## Economia
La principale risorsa economica del comune è il turismo. L'attività agricola è pressoché scomparsa, mentre quella legata alla pastorizia è passata in secondo piano. Nel territorio erano presenti, fino al 2008, cave d'ardesia, trasportata in val Fontanabuona (Genova) per essere lavorata ed utilizzata soprattutto per la realizzazione di biliardi. Erano anche presenti due fabbriche di bambole.
Nella frazione di Monesi di Triora sono presenti impianti sciistici, per una superficie battuta di circa 330 ettari. Il comune fa parte del circuito dei borghi più belli d'Italia e insignito, dal 2007, della Bandiera arancione dal Touring Club Italiano. IL 17 ottobre 2021 Triora è ufficialmente un "villaggio degli alpinisti", è entrata cioè a far parte del circuito che riunisce borghi, non solo italiani, ma anche svizzeri, austriaci e sloveni, dalle caratteristiche alpine, denominato "Bergsteigerdorfer".

## Geografia antropica
Il territorio comunale è costituito, oltre al capoluogo comunale, dalle frazioni di Abenin, Borniga, Bregalla, Cabotino, Carmeli, Cetta, Creppo, Goina, Loreto, Monesi di Triora, Pin, Realdo, Verdeggia, Vesignana per una superficie territoriale di 67,61 km2.
Confina a nord con il comune piemontese di Briga Alta, a sud con Pigna e Castel Vittorio, ad ovest con i comuni francesi di Briga Marittima e Saorgio, ad est con Mendatica, Montegrosso Pian Latte, Molini di Triora.

## Infrastrutture e trasporti

### Strade
Il territorio comunale di Triora è attraversato principalmente da due strade provinciali: la SP 52 e la SP 89; la prima permette il collegamento ad est con Molini di Triora, mentre la seconda, perlopiù a fondo sterrato, sino al passo della Guardia. Nella parte a sud del territorio è attraversato dalla SP 65 che da Molini di Triora permette il collegamento con Castel Vittorio.

### Autolinee
Vi è un servizio di corriere di linea della Società Riviera Trasporti, che percorrendo tutta la Valle Argentina collegano Sanremo a Triora (capolinea).

## Amministrazione
| Periodo        | Periodo        | Primo cittadino  | Partito                              | Carica         | Note   |
| -------------- | -------------- | ---------------- | ------------------------------------ | -------------- | ------ |
| 27 giugno 1985 | 1º giugno 1990 | Luigi Capponi    | Democrazia Cristiana                 | Sindaco        |        |
| 27 giugno 1990 | 24 marzo 1992  | Luigi Capponi    | Democrazia Cristiana                 | Sindaco        | [ 21 ] |
| 24 marzo 1992  | 8 maggio 1995  | Antonio Lanteri  | Democrazia Cristiana                 | Sindaco        |        |
| 8 maggio 1995  | 14 giugno 1999 | Antonio Lanteri  | Lista civica                         | Sindaco        |        |
| 14 giugno 1999 | 14 giugno 2004 | Antonio Lanteri  | Lista civica                         | Sindaco        |        |
| 14 giugno 2004 | 8 giugno 2009  | Lorenzo Lanteri  | Lista civica                         | Sindaco        |        |
| 8 giugno 2009  | 12 luglio 2011 | Marcello Lanza   | Triora per tutti (lista civica)      | Sindaco        | [ 22 ] |
| 12 luglio 2011 | 7 maggio 2012  | Francesco Piano  |                                      | Comm. straord. | [ 23 ] |
| 7 maggio 2012  | 12 giugno 2017 | Angelo Lanteri   | Noi per Triora (lista civica)        | Sindaco        |        |
| 12 giugno 2017 | 6 gennaio 2018 | Angelo Lanteri   | Ancora noi per Triora (lista civica) | Sindaco        | [ 24 ] |
| 6 gennaio 2018 | 10 giugno 2018 | Cristian Alberti | Ancora noi per Triora (lista civica) | Vicesindaco    | [ 25 ] |
| 10 giugno 2018 | 15 maggio 2023 | Massimo Di Fazio | Triora viva (lista civica)           | Sindaco        |        |
| 15 maggio 2023 | in carica      | Massimo Di Fazio | Triora viva (lista civica)           | Sindaco        |        |

### Gemellaggi
- Briga Marittima, dal 2006.

### Altre informazioni amministrative
Triora fa parte dell'Unione dei comuni delle Valli Argentina e Armea.